# 5966 Tomeko
5966 Tomeko eller 1990 VS6 är en asteroid i huvudbältet som upptäcktes den 15 november 1990 av den japanska astronomen Tsutomu Seki vid Geisei-observatoriet. Den är uppkallad efter japanskan Tomeko Goto.
Asteroiden har en diameter på ungefär 7 kilometer.